# Lijst van civil parishes in Berkshire
Onderstaande lijst bevat alle civil parishes in het Engelse ceremoniële graafschap Berkshire onderverdeeld per district.

## Bracknell Forest
- Binfield
- Bracknell
- Crowthorne
- Sandhurst
- Warfield
- Winkfield

## Slough
- Britwell
- Colnbrook with Poyle
- Wexham Court

## West Berkshire
- Aldermaston
- Aldworth
- Ashampstead
- Basildon
- Beech Hill
- Beedon
- Beenham
- Boxford
- Bradfield
- Brightwalton
- Brimpton
- Bucklebury
- Burghfield
- Catmore
- Chaddleworth
- Chieveley
- Cold Ash
- Combe
- Compton
- East Garston
- East Ilsley
- Enborne
- Englefield
- Farnborough
- Fawley
- Frilsham
- Great Shefford
- Greenham
- Hamstead Marshall
- Hampstead Norreys
- Hermitage
- Holybrook
- Hungerford
- Inkpen
- Kintbury
- Lambourn
- Leckhampstead
- Midgham
- Mortimer Common
- Newbury
- Padworth
- Pangbourne
- Peasemore
- Purley on Thames
- Shaw-cum-Donnington
- Speen
- Stanford Dingley
- Stratfield Mortimer
- Streatley
- Sulhamstead
- Thatcham
- Theale
- Tidmarsh with Sulham
- Tilehurst
- Ufton Nervet
- Wasing
- Welford
- West Ilsley
- West Woodhay
- Winterbourne
- Wokefield
- Woolhampton
- Yattendon

## Windsor and Maidenhead
- Bisham
- Bray
- Cookham
- Cox Green
- Datchet
- Eton
- Horton
- Hurley
- Old Windsor
- Shottesbrooke
- Sunningdale
- Sunninghill and Ascot
- Waltham St. Lawrence
- White Waltham
- Wraysbury

## Wokingham
- Arborfield and Newland
- Barkham
- Charvil
- Earley
- Finchampstead
- Remenham
- Ruscombe
- Shinfield
- Sonning
- St.Nicholas Hurst
- Swallowfield
- Twyford
- Wargrave
- Winnersh
- Wokingham
- Wokingham Without
- Woodley